# François Cluzet

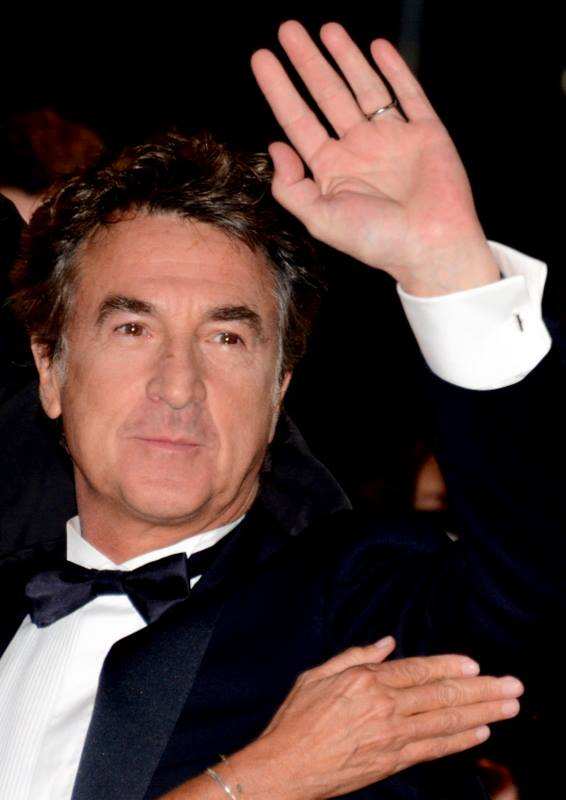
François Cluzet (2014)

 François Cluzet  (* 21. September 1955 in Paris) ist ein französischer Schauspieler.

## Leben
Der Sohn eines Pariser Zeitungshändlers wuchs in einfachen Verhältnissen auf. Seine Eltern ließen sich scheiden, als er ein Kind war. Inspiriert von Jacques Brel in Der Mann von La Mancha begann er mit 17 Jahren eine Schauspielausbildung im Cours Simon. Ab 1976 stand er auf der Theaterbühne und arbeitete bald mit namhaften französischen Regisseuren. Zum Durchbruch verhalfen ihm in den 1980er Jahren Rollen in Filmen von Claude Chabrol (Die Fantome des Hutmachers an der Seite von Charles Aznavour und Eine Frauensache mit Isabelle Huppert) und Bertrand Tavernier (Um Mitternacht mit Dexter Gordon). 1996 gehörte er zu dem international zusammengesetzten Ensemble in Robert Altmans Filmkomödie über die Modewelt Prêt-à-Porter.
Einen César erhielt er 2006 für die Darstellung des Dr. Alexandre Beck in dem französischen Thriller Kein Sterbenswort von Guillaume Canet, der in Deutschland jedoch nicht ins Kino kam. Seine zweite Zusammenarbeit mit Guillaume Canet ergab sich 2010 in Kleine wahre Lügen, in dem Cluzet einen gestressten Hotelier gibt. 2011 war er als gelähmter Millionär in der weltweit erfolgreichen Filmkomödie Ziemlich beste Freunde von Olivier Nakache und Éric Toledano zu sehen. Durch diese Hauptrolle habe seine Karriere noch einmal einen Schub bekommen, sagt Cluzet. „Davor wollten mich immer die Regisseure besetzen, aber die Produzenten nicht. Jetzt bin ich auch bei Produzenten gefragt.“
Cluzet hat vier Kinder: Paul aus seiner Beziehung zu Marie Trintignant, der 2003 verstorbenen Tochter von Jean-Louis Trintignant, Blanche aus einer anderen Beziehung sowie Joseph und Marguerite aus seiner dreizehn Jahre dauernden Lebensgemeinschaft mit Valérie Bonneton. Die beiden spielten 2010 in Kleine wahre Lügen ein Ehepaar, nach den Dreharbeiten trennten sie sich. Seit dem 5. Juli 2011 ist François Cluzet mit Narjiss Slaoui-Falcoz, einer Französin marokkanischer Abstammung, verheiratet.

## Filmografie (Auswahl)
- 1980: Cocktail Molotov
- 1980: Traumpferd (Le cheval d’orgueil)
- 1981: Caroline tanzt aus der Reihe (Le boulanger de Suresnes) (TV)
- 1982: Die Fantome des Hutmachers (Les fantômes du chapelier)
- 1982: Entre nous (Coup de foudre)
- 1983: Ein mörderischer Sommer (L’été meurtrier)
- 1983: Entre Nous – Träume von Zärtlichkeit (Coup de foudre)
- 1983: Vive la sociale!
- 1984: Tödliches Versprechen (Série noire: Aveugle, que vois-tu?) (TV-Reihe)
- 1985: Les enragés
- 1985: Elsa, Elsa
- 1986: États d’âme
- 1986: Um Mitternacht (Round Midnight)
- 1986: Rue du départ
- 1987: Der unwiderstehliche Charme des Geldes (Association de malfaiteurs)
- 1987: Der gelbe Revolver (Jaune revolver)
- 1988: Chocolat – Verbotene Sehnsucht (Chocolat)
- 1988: Eine Frauensache (Une affaire de femmes)
- 1989: Deux
- 1989: Runde Karussell (Un tour de manège)
- 1989: Der Preis der Freiheit (Force majeure)
- 1989: Die Französische Revolution (La révolution française) (TV)
- 1989: Zu schön für Dich (Trop belle pour toi)
- 1992: Olivier (Olivier, Olivier)
- 1992: Sexes faibles!
- 1992: À demain
- 1992: L’instinct de l’ange
- 1994: Die Hölle (L’enfer)
- 1994: Le vent du Wyoming
- 1994: Prêt-à-porter
- 1995: French Kiss
- 1995: Der Husar auf dem Dach (Le hussard sur le toit)
- 1995: Die Anfänger (Les apprentis)
- 1996: Kinder des Scheusals (Enfants de salaud)
- 1996: Gipfelgespräch (Dialogue au sommet)
- 1997: Le déménagement
- 1997: Le silence de Rak
- 1997: Das Leben ist ein Spiel (Rien ne va plus)
- 1998: La voie est libre
- 1998: Die süße Kunst des Müßiggangs (Dolce far niente)
- 1998: Ende August, Anfang September (Fin août, début septembre)
- 1998: König, Dame, Bube (L’examen de minuit)
- 2002: L’adversaire
- 2003: Quand je vois le soleil
- 2003: Mais qui a tué Pamela Rose?
- 2003: Janis et John
- 2003: France Boutique
- 2004: Je suis un assassin
- 2005: Le domaine perdu
- 2005: La cloche a sonné
- 2006: Manche mögen’s reich (Quatre étoiles)
- 2006: Kein Sterbenswort (Ne le dis à personne)
- 2007: Ma place au soleil
- 2007: La vérité ou presque
- 2007: Détrompez-vous
- 2008: So ist Paris (Paris)
- 2008: Rivals (Les liens du sang)
- 2009: Der Retter (À l’origine)
- 2009: Le dernier pour la route
- 2010: White as Snow – Wie weit würdest du gehen? (Blanc comme neige)
- 2010: Kleine wahre Lügen (Les petits mouchoirs)
- 2011: Mon père est femme de ménage
- 2011: Die Kunst zu lieben (L’art d’aimer)
- 2011: Ziemlich beste Freunde (Intouchables)
- 2012: Do Not Disturb
- 2013: 11.6 – The French Job (11.6)
- 2013: Zwischen den Wellen (En solitaire)
- 2014: Ein Augenblick Liebe (Une rencontre)
- 2015: Der Vater meiner besten Freundin (Un moment d’égarement)
- 2016: Der Landarzt von Chaussy (Médecin de campagne)
- 2016: Operation Duval – Das Geheimprotokoll (La mécanique de l’ombre)
- 2017: Steht auf, Genossinnen! (Mélancolie ouvrière) (TV)
- 2017: Paul & die Schule des Lebens (L’école buissonnière)
- 2018: Ein Dorf zieht blank (Normandie nue)
- 2018: Le collier rouge
- 2019: Nous finirons ensemble
- 2020: Poly
- 2020: Die unglaubliche Geschichte der Roseninsel (L’incredibile storia dell’Isola delle Rose)
- 2022: Mascarade
- 2022: Die Küchenbrigade (La Brigade)

## Auszeichnungen
- 1984: César-Nominierung als Bester Nachwuchsdarsteller für Vive la sociale!
- 1984: César-Nominierung als Bester Nebendarsteller für Ein mörderischer Sommer
- 1984: Jean-Gabin-Preis
- 1990: César-Nominierung als Bester Nebendarsteller für Der Preis der Freiheit
- 1996: César-Nominierung als Bester Hauptdarsteller für Die Anfänger
- 2003: César-Nominierung als Bester Nebendarsteller für L’adversaire
- 2007: César, Bester Hauptdarsteller für Kein Sterbenswort
- 2007: nominiert für den Prix Lumières als Bester Darsteller für Kein Sterbenswort
- 2007: Étoile d’Or als Bester Hauptdarsteller für Kein Sterbenswort
- 2007: César-Nominierung als Bester Nebendarsteller für Manche mögen’s reich
- 2010: Étoile d’Or als Bester Hauptdarsteller für Der Retter
- 2010: César-Nominierung als Bester Hauptdarsteller für Der Retter
- 2010: César-Nominierung als Bester Hauptdarsteller, für Le dernier pour la route
- 2011: Bester Darsteller beim Tokyo International Film Festival für Ziemlich beste Freunde
- 2012: César-Nominierung als Bester Hauptdarsteller für Ziemlich beste Freunde
- 2012: nominiert für den Europäischen Filmpreis als Bester Darsteller für Ziemlich beste Freunde
- 2017: César-Nominierung als Bester Hauptdarsteller für Der Landarzt von Chaussy